# Baán Péter
Baán Péter (Kisléta, 1795. szeptember 29. – Kolozsvár, 1833. május 3.) piarista szerzetes, tanár.

## Élete
Baán Péter 1814. október 9-én lépett be a piarista rendbe. 1815-ben kezdte meg novíciusi idejét Kecskeméten, ahol próbatanításra is alkalmazták 1816-ban az I. gimnáziumi osztályban. 1817-ben Temesváron tanította a II. grammatikai osztályt.
1818–1819 közt Kolozsváron bölcsészetet, illetve 1820–1821 közt a  Nyitrán és Szentgyörgyön teológiát hallgatott.
1822–1833 között Kolozsváron az alapítványos convictorok felügyelőjeként dolgozott és az ottani akadémiai templomban egyházi beszédeket tartott.
Sírja a kolozsvári piarista templomban található.

## Munkái
- Tiszteletkoszoru, melyet br. Szepesy Ignácz, erdélyi püspök főpásztori hivatalába belépése ünnepén bemutatott. Nagyszombat, 1820 (Alcaicus vers)
- Örömkoszorú… Bolla Márton kegyes iskolák rendje tartománybeli igazgatójának… tiszteletére. Pozsony, 1821 (Sapphói méretű magyar versezet)
- Egyházi beszéd, melyet az academicum kegyes oskolák temploma első század innepén élő nyelven mondott. Kolozsvár, 1824